# Jinzhou (province)
Pour les articles homonymes, voir Jinzhou.
La province de Jinzhou était l'une des provinces de l'état fantoche du Mandchoukouo, fondé par l'Empire japonais, en Mandchourie. Elle fut créée en 1939 lorsque la province de Fengtian fut scindée en 3 provinces :
- province de Jinzhou
- province d'Andong
- province de Fengtian

Elle a été abrogée à la fin de la Seconde Guerre mondiale, lors de la défaite du Japon.